# Gran Túmul de Vergina
El Gran Túmul de Vergina és un complex funerari del s. IV ae que alberga les restes de membres de la família reial dels argèades.
Vergina s'identifica amb l'antiga Eges, la primera capital del Regne de Macedònia, per la qual cosa conté, a més del Gran Túmul, altres importants tombes del període macedònic, i s'hi han trobat les evidències de més alta qualitat de la pintura prehel·lenística. El jaciment arqueològic d'Eges o Aigai fou nomenat Patrimoni de la Humanitat per la Unesco al 1996.
El Gran Túmul s'havia explorat des de mitjan s. XX, però la troballa de les tombes que contenia no es produí fins a 1977.
Fa 112 m d'ample i 12 d'alt i conté quatre tombes i un heròon. La tomba II estava intacta: l'arquitectura, decoració i pintura i el ric aixovar funerari donen fe de la formació primerenca d'un art pròpiament hel·lenístic.
Des del seu descobriment, realitzat per Manolis Andrónikos, es creié que en la tomba II hi havia les restes de Filip II de Macedònia. El juny de 2015 es revelaren els resultats d'un estudi osteoarqueològic fet per Theodore Antikas i Laura Wynn-Antikas que recolzava la identificació dels ossos trobats a la tomba II de Vergina amb els de Filip II de Macedònia, tot i que no es pogué confirmar amb proves d'ADN. D'altra banda, al juliol de 2015 es publicaren els resultats d'un altre estudi realitzat per l'equip d'Antonis Bartsiokas i Juan Luis Arsuaga, que defensa, en canvi, que les restes de Filip II es troben a la tomba I a causa de la identificació d'una ferida molt visible en les restes òssies de la cama que coincideix amb els testimoniatges literaris històrics sobre Filip II.

## Tomba I o tomba de Persèfone

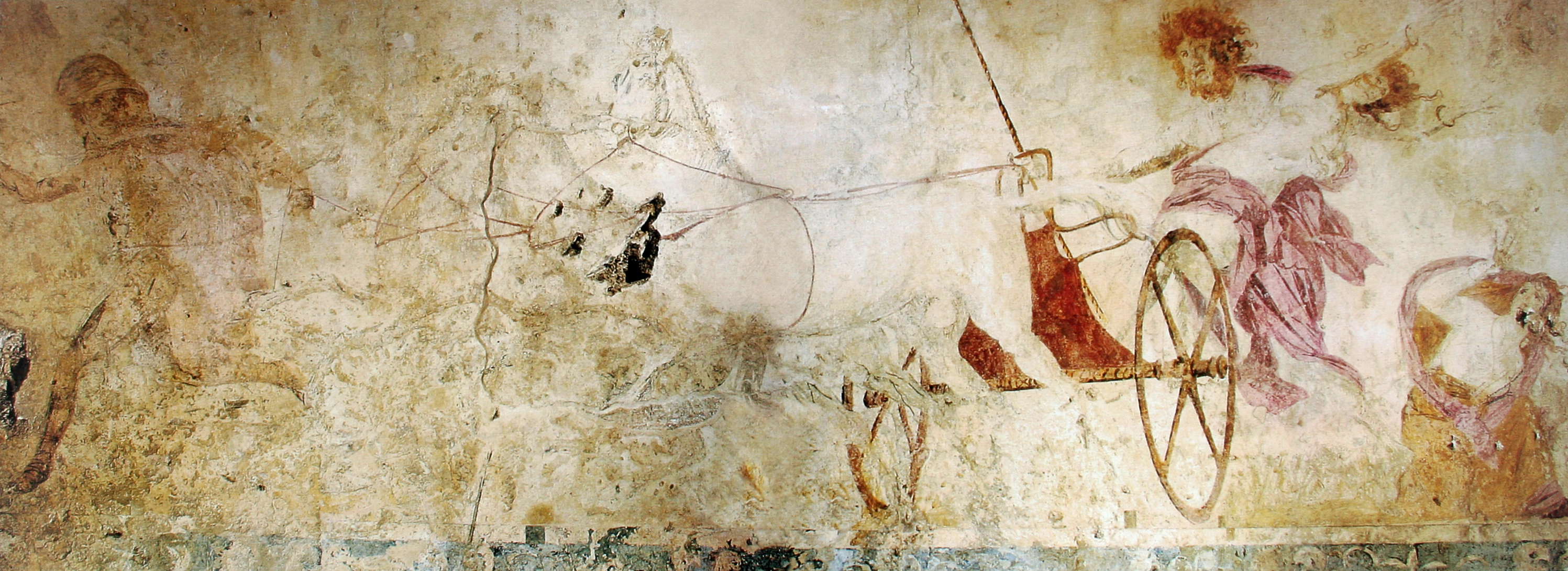
Pintura de la tomba I que representa el rapte de Persèfone per Hades

La Tomba I tenia una petita estructura rectangular. Tres de les parets estaven pintades: la paret nord conté la part principal de l'escena del rapte de Persèfone per Hades. Aquest sosté les regnes d'una quadriga de cavalls alhora que subjecta a Persèfone. També en l'escena estan representats Hermes, davant del carro, i una companya de Persèfone, que contempla el rapte darrere del carro. En les altres parets apareixen Demèter i les tres Parques. Les figures són de gran grandària, sobretot la d'Hades. Són unes pintures de gran força i qualitat i els erudits creuen que es deuen a un gran mestre que coneixia la perspectiva i que tenia molta facilitat per al dibuix i per al color, potser Nicòmac.
És una tomba en cista l'aixovar funerari de la qual fou saquejat en l'antiguitat, probablement pels mercenaris gàlates aliats del rei Pirros de l'Epir, al 276-5 ae, però contenia les restes d'un home, una dona i un nen sense incinerar. Theodore Antikas assenyalà al 2014 que el seu equip de recerca havia trobat més restes òssies que s'havien guardat en dues caixes al Museu de Vergina i mai havien estat analitzades. Tenint aquestes altres restes en compte, la tomba hauria estat ocupada per set persones, entre les quals hi havia un adolescent, tres nounats i un fetus. La dona ser una de les esposes de Filip II, Nicesípolis. Al 1987, Eugene N. Borza suggerí que en aquesta tomba reposaven les restes de Filip II. L'estudi realitzat al 2015 per l'equip d'Antonis Bartsiokas i Juan Luis Arsuaga recolza la hipòtesi que l'home siga Filip II i creu que la dona podria ser Cleòpatra i el nen un fill nounat de tots dos, tot i que les conclusions d'aquest estudi les ha qüestionat Theodore Antikas, que indica que l'estudi de Bartsiokas i Arsuaga ignora els altres ossos que trobaren al 2014 el seu equip i el Ministeri de Cultura, que ha assenyalat que les restes òssies de l'home es trobaren en un context estratigràfic diferent als de la dona i el nounat, per això dedueixen que es dipositaren després que la tomba fos saquejada.

## Tomba II

### Arquitectura
La tomba II té l'arquitectura tradicional de les tombes aristocràtiques macedònies. Contra la cambra i avantcambra arcades hi ha una façana encastada revestida d'estuc i pintures. No hi ha unió estructural entre l'exterior i l'interior de la tomba. Els ordes clàssics s'ajusten lliurement en una òptica sumptuosa. Als dos extrems unes pilastres sostenen dues columnes d'orde dòric. Aquestes sostenen un arquitrau flanquejat per un fris amb mètopes llises i tríglifs. Mentre que l'ordre dòric canònic utilitza un frontó esculpit, ací se substitueix per un fris pintat.

### La decoració pintada

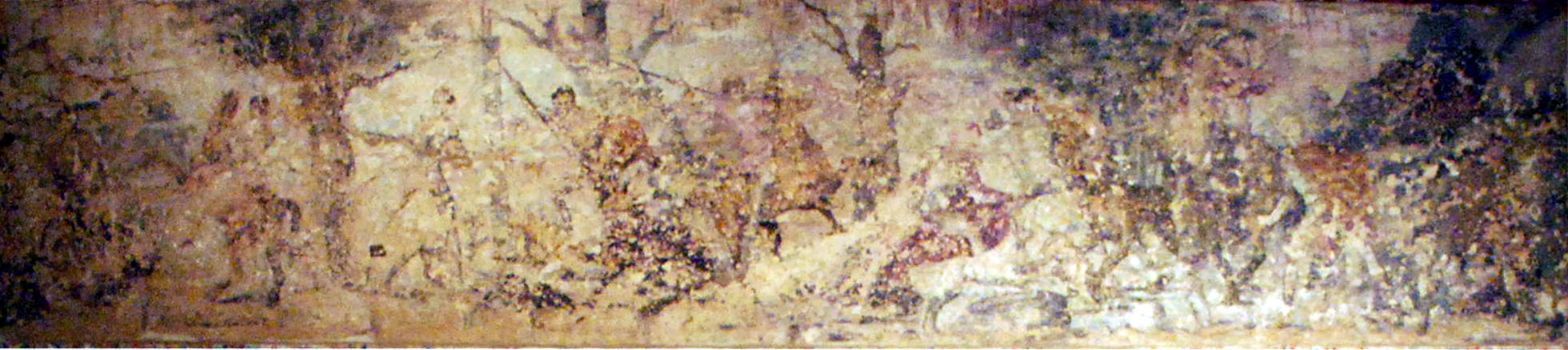
Pintura de la tomba II

En una longitud de 5,56 m i una alçada d'1,16 m el fris mostra una escena complexa que retrata les activitats reials en la gran reserva de caça de l'Alta Macedònia. És temptador reconéixer en el barbut cavaller el rei Filip II, el jove cavaller està col·locat exactament al centre de la composició i en l'eix de la façana és Alexandre. Aquesta escena posa de manifest la valentia de la dinastia, d'acord amb una imatge de la sobirania dels reis d'influència oriental. L'execució és la d'un mestre de la pintura.

### Aixovar funerari

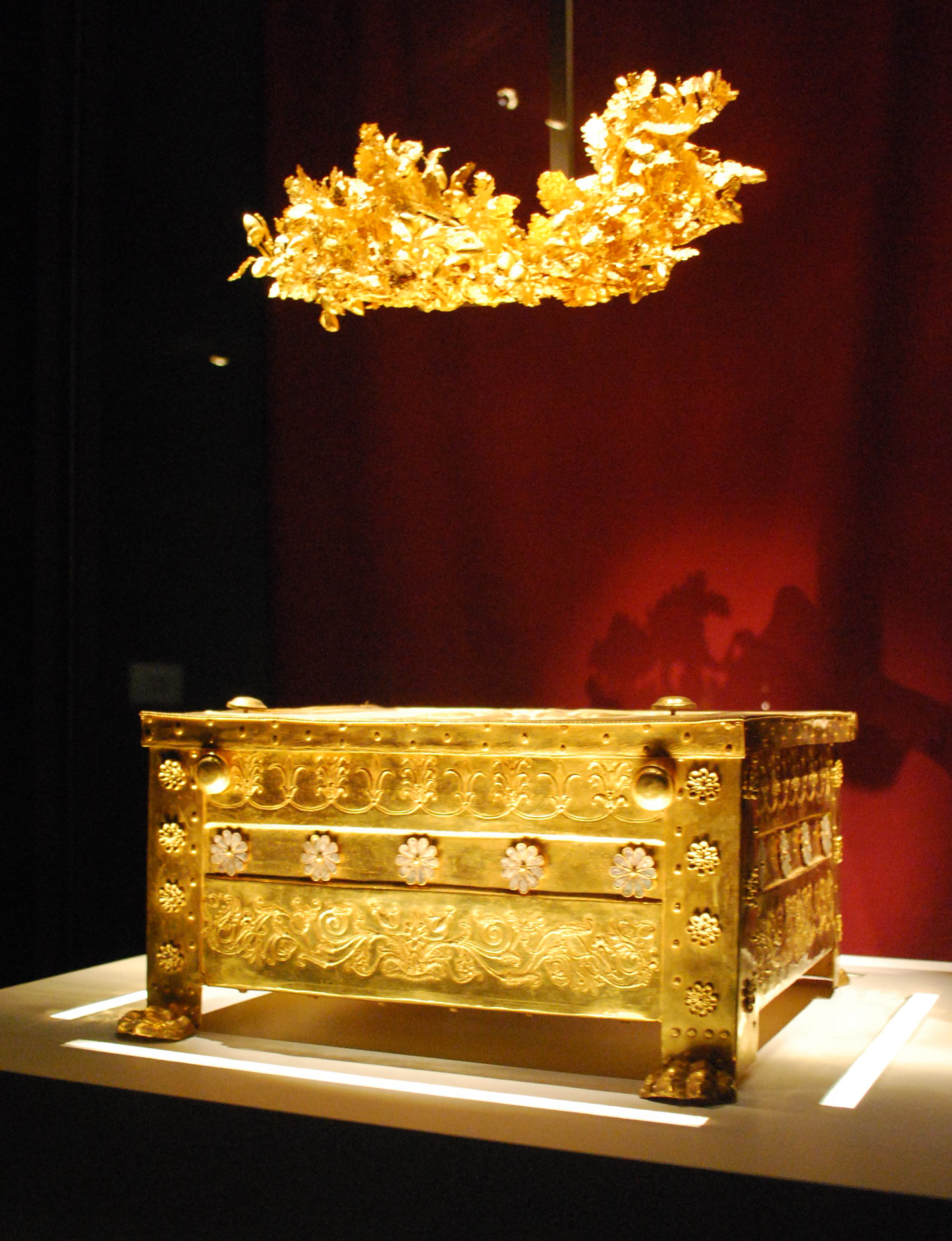
Larnax i corona trobats a la tomba II de Vergina

A la cambra principal aparegué un sarcòfag de marbre i dins un larnax d'or, amb restes incinerades d'un home i una corona funerària amb ornamentació de fulles de roure i glans, tot d'or. Pesa (amb tot el que té dins) 10,8 kg. Les seues dimensions són: 33,5 x 40 x 16 cm. Està decorada amb una estrela argèada, que és el símbol dels reis de Macedònia.
Entre els objectes de l'aixovar d'aquesta cambra principal hi havia gots d'argent i bronze, armes i armadures (espasa, escut, casc de ferro, cuirassa, gamberes), cinc caps d'ivori, d'uns 3 cm; restes d'un canapé de fusta decorat amb unes figures d'or i ivori en relleu i diversos objectes d'or. Alguns dels objectes presentaven senyals de foc que indicaven que havien estat col·locats en la pira funerària del difunt. A més, dins d'un atuell es trobà una esponja fresca i flexible encara.
En l'avantcambra hi havia un altre sarcòfag amb un segon larnax també d'or i contenia un teixit elaborat en or i porpra, del segle iv aC, que recobria els ossos calcinats d'una dona. Hi havia també una extraordinària diadema d'or amb adorns en espiral, flors, palmetes, roses i abelles, una altra corona funerària d'or, composta per flors i fulles de murta i un carcaix d'or amb representacions en relleu d'escenes de combat, i unes fletxes. En aquesta avantcambra hi havia també gamberes (una 3,5 cm més curta que l'altra) i restes de plomes d'aus.

### Identificació de les restes
La tomba II es considera posterior a la tomba I. Entre els objectes de l'aixovar hi havia restes de sarisses, una arma introduïda en la falange macedònia per Filip II. Una àmfora porta el nom d'un arcont atenés de l'any 344-3 ae. També hi havia restes de cavalls. A l'home se li atribueix una edat entre 35 i 50 anys. Les restes de la dona eren en l'avantcambra de la tomba, construïda després de la cambra principal. L'examen d'un fragment de la pelvis fet en una recerca realitzada a partir de 2009 per Theodore Antikas suggereix que l'edat de la difunta era entre 30 i 34 anys. L'estil dels objectes arqueològics descoberts a la tomba indica que pertanyen a un rang cronològic entre 360 i 310 ae.
La identificació d'un dels cadàvers de la tomba II amb Filip II es basà en la correlació amb el que les fonts antigues assenyalen sobre el rei de Macedònia: hi ha dues gamberes de bronze de diferent grandària, la qual cosa implica que el seu propietari era coix tal com diuen les fonts sobre Filip, que coixejava per una ferida de guerra. Aquestes gamberes, però, pel lloc on es trobaren, és més probable que hagueren pertangut a la dona. D'altra banda, l'examen de les restes revelà un traumatisme ossi al crani (costat dret); una vegada més, les fonts antigues asseguren que el rei fou greument ferit per una fletxa durant una campanya militar i en perdé l'ull dret. Sense entrar en detalls, també es pot assenyalar que fou una sepultura precipitada, perquè la tomba no es completà i els frescs de l'interior mai es feren. A més hi havia una sèrie de petits caps d'ivori que, comparats amb monedes encunyades en aquella època o amb retrats esculpits ja coneguts en altres llocs, els identificà Andrónikos com a representacions de Filip II, el seu fill Alexandre, la seua dona Olímpia, son pare Amintas i sa mare Eurídice.
Tots aquests indicis convergents feren considerar aquesta tomba com la del rei Filip II, assassinat al 336 ae. No n'hi ha, però, encara cap evidència ferma, i alguns investigadors prefereixen veure-hi la tomba del mig germà d'Alexandre el Gran, Filip III Arrideu, mort al 317 ae. Entre els arguments a favor, sembla poc probable que pogués haver-se dipositat un aixovar tan sumptuós i haver-se executat un fresc que representa una cacera d'un lleó a cavall on els personatges principals vesteixen peces de color porpra abans de les conquestes d'Alexandre el Gran a Orient.
Al costat del cos de la dona jove hi havia una diadema que indica la seua pertinença a la família reial. S'ha suggerit que podria ser Cleòpatra Eurídice de Macedònia, esposa del rei Filip II, assassinada per ordre d'Olímpia, anterior esposa de Filip. Però la presència d'armes i gamberes al costat de les restes ha portat alguns investigadors a defensar que podria ser una altra esposa de Filip II, que hauria estat una filla desconeguda del rei escita Atees o potser d'Eurídice II de Macedònia, l'esposa de Filip III Arrideu, ja que les fonts literàries de l'antiguitat indiquen que havia estat ensinistrada en el maneig de les armes, mentre que de Cleòpatra no hi ha referències sobre aquest aspecte.

## Tomba III o tomba del Príncep

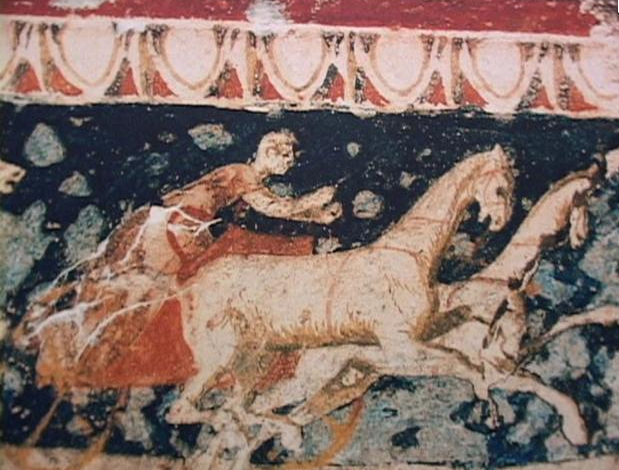
Part del fresc de la tomba III que representa una cursa de carros

La tomba III té una estructura semblant a la tomba II, amb dues cambres, tot i que és més senzilla. Estava decorada amb pintures sobre una cursa de carros. Una hídria d'argent contenia restes incinerades d'un adolescent, però no s'aprecien restes que hi hagués hagut una pira funerària, la qual cosa indica que l'ocupant morí i fou incinerat en un altre lloc. S'ha suggerit que les restes pertanyen a Alexandre IV de Macedònia, un fill d'Alexandre el Gran que morí enverinat. Al coll de l'hídria hi havia una corona d'or de fulles de roure i enfront un llit criselefantí i una taula amb recipients de ceràmica.

## Tomba IV
Una quarta tomba al túmul pertany al s. III ae i havia estat saquejada. Se'n conserven les restes de quatre columnes dòriques. S'ha suggerit que podria acollir les restes d'Antígon II Gònates.

## Heròon
També es trobaren, a l'extrem del túmul, les restes d'un heròon saquejat en l'antiguitat. S'ha suggerit que foren els gàlates qui el saquejaren l'any 276-5 ae, igual que la tomba I.